# Adi Shankar
Adi Shankar (8 gennaio 1985) è un produttore cinematografico e regista statunitense di origini indiane.

## Biografia
Nato col nome di Aditya, ha studiato scienze della comunicazione, business e teatro alla Northwestern University, dove si è laureato nel giugno 2007.
Nel 2011, con il film The Grey, diviene il più giovane di sempre a produrre un film arrivato al numero uno del box office nordamericano. Nel 2014 viene inserito dalla rivista GQ nella lista dei più influenti uomini indiani nel mondo alla posizione numero 20.
È noto inoltre per essere il produttore del cosiddetto "Bootleg Universe", una serie di cortometraggi ispirati a famosi personaggi dei fumetti e di altre opere di fantasia realizzati senza l'avallo del detentore dei diritti d'autore.

## Filmografia

### Film
- Main St. - L'uomo del futuro (2010) - Produttore esecutivo
- Machine Gun Preacher (2011) - Produttore esecutivo
- The Grey (2011) - Produttore esecutivo
- Dredd - Il giudice dell'apocalisse (Dredd) (2012) - Produttore esecutivo
- Cogan - Killing Them Softly (2012) - Produttore esecutivo
- Gangs of Wasseypur (2012) - Produttore esecutivo
- Broken City (2013) - Produttore esecutivo
- Lone Survivor (2013) - Produttore esecutivo
- The Voices (2014) - Produttore e attore
- La preda perfetta - A Walk Among the Tombstones (2014) - Produttore esecutivo
- Adi Shankar's Gods and Secrets (2016) - Produttore esecutivo, regista e sceneggiatore
- Bodied (2017) - Produttore
- Ick (2024) - Produttore

### Televisione
- Castlevania (2017-2021) - Showrunner, produttore esecutivo
- The Guardians of Justice (2022) - Creatore
- Castlevania: Nocturne (2023) - Produttore esecutivo
- Captain Laserhawk: A Blood Dragon Remix (2023) - Creatore

- Devil May Cry (2025) - Creatore

### Bootleg Universe
- The Punisher: Dirty Laundry (2012)
- Truth in Journalism (2013)
- Judge Dredd: Superfriend (2014)
- Power/Rangers (2015)
- James Bond: In Service of Nothing (2015)
- Mr. Rogers: A War Hero (2018)
- The End of Pokémon (2019)

## Doppiatori italiani
Nelle versioni in italiano nelle opere in cui ha recitato, Adi Shankar è stato doppiato da:
- Davide Farronato in The Guardians of Justice

Da doppiatore è sostituito da:
- Gianluca Iacono in Captain Laserhawk: A Blood Dragon Remix